# Ton voisin
En musique tonale, un ton voisin (ou tonalité voisine) est l'une des cinq plus proches tonalités d'une tonalité donnée : le relatif du ton en question, et les quatre tonalités dont l'armure comprend seulement une altération de plus ou de moins. Les autres tons sont dits « éloignés » et sont moins couramment utilisés, sauf à partir du romantisme. L'accord tempéré des instruments polyphoniques facilite alors l'usage de ces tons éloignés.
Pour la tonalité de do majeur, par exemple, les tons voisins sont : la mineur, fa majeur et son relatif ré mineur, sol majeur et son relatif mi mineur. Autrement dit, les tons voisins sont les tons « entourant » la tonalité principale d'un morceau. Ils sont caractérisés par un grand nombre de notes communes.
Les tons voisins permettent de s'éloigner de la tonalité de départ de façon progressive. Il faut pour cela prendre la tonalité de départ et chercher sa dominante ou sa sous-dominante. On obtient alors les deux premiers tons voisins. Les trois tons voisins restant sont les trois tonalités relatives à la gamme de départ et à ces deux premiers tons voisins.

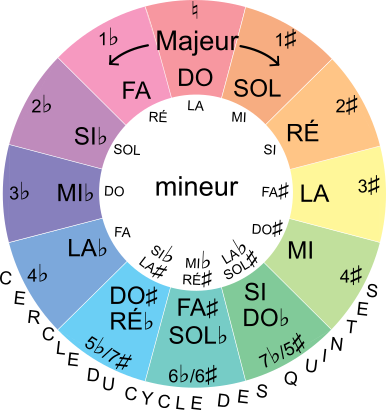
Diagramme des tons voisins.

Trois regards peuvent être portés sur les tons voisins :
1. Lien à la musique ancienne et acoustique : pour une tonalité donnée, les tonalités voisines sont sa relative, celles dont la tonique se trouve à la quinte (supérieure ou inférieure – dominante et sous-dominante) de la sienne ainsi que leurs propres relatives – par exemple, les tonalités voisines de do majeur sont : la mineur (sa relative) ; sol majeur (sa dominante) et fa majeur (sa sous-dominante), et leurs relatives, mi mineur et ré mineur.
2. Lien par tétracorde commun (lié à l'accord naturel) : par rapport à la tonalité d'origine, sont voisines les gammes ayant un tétracorde commun (par exemple : le premier tétracorde de do majeur [do-ré-mi-fa] est commun avec fa majeur ; son dernier [sol-la-si-do] avec sol majeur), ainsi que les relatives mineures de ces gammes.
3. Lien avec l'harmonie d'une gamme : chaque degré d'une gamme peut porter un accord parfait (hormis le VIIe, qui porte un accord diminué) ; chacun de ces degrés peut ainsi devenir la tonique d'un des tons voisins.

## Exemple
| Tonalité majeure                  | fa majeur | do majeur | sol majeur |
| Tonalité mineure                  | ré mineur | la mineur | mi mineur  |
| Note sensible de tonalité mineure | do#       | sol#      | ré#        |